# Tranvía de Rabat-Salé

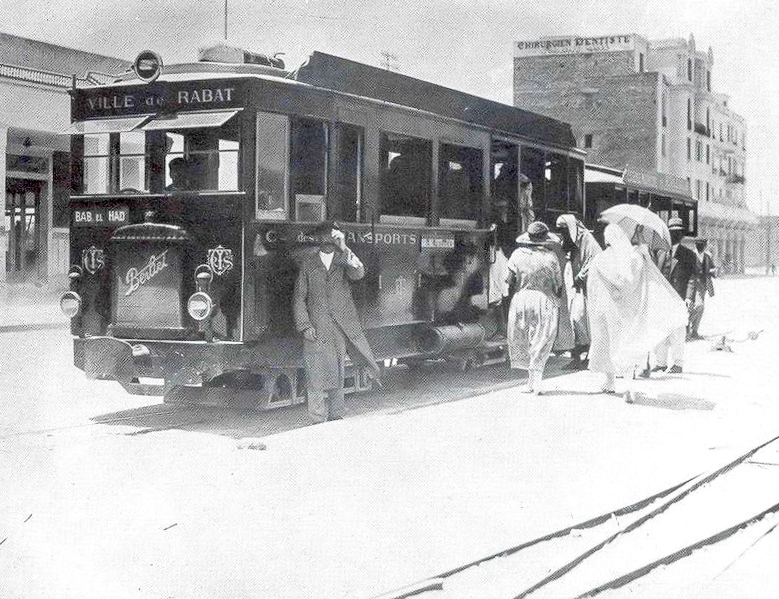
Antiguo tranvía de Rabat

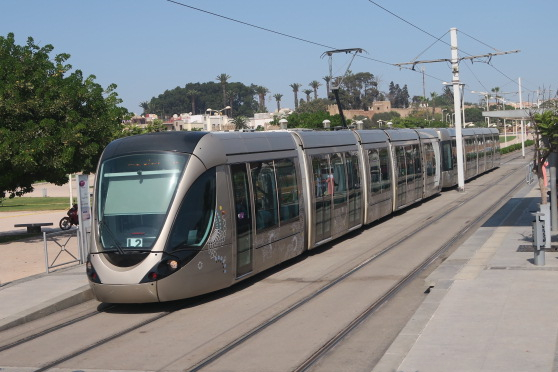
Modelo Alstom Citadis

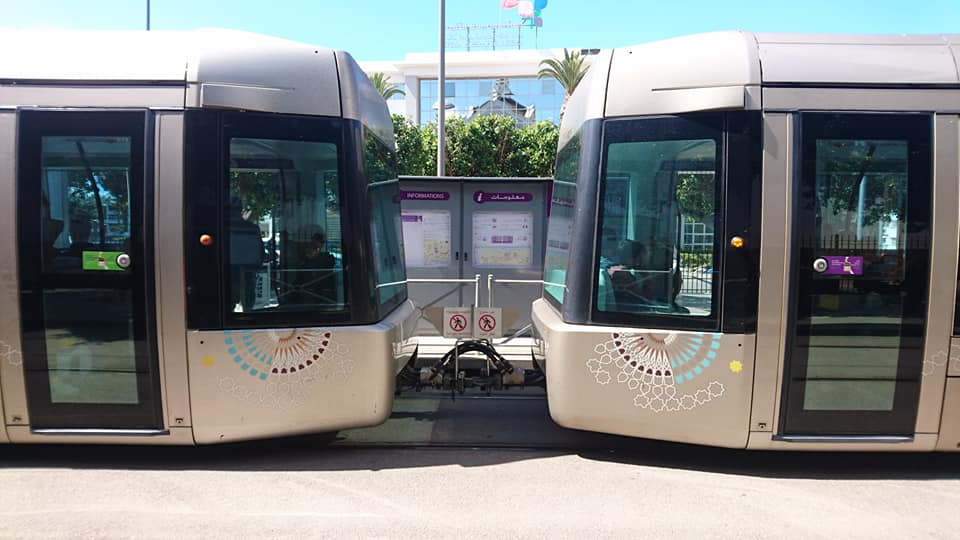
Enlace de dos vagones

El tranvía de Rabat-Salé  (en árabe: طراموي الرباط - سلا; en francés: Tramway de Rabat-Salé) es una red de tranvías de las ciudades marroquíes de Rabat y Salé.

## Historia

### El viejo tranvía
En la primera parte del siglo XX, en la época del protectorado francés en Marruecos, ya existía un "tranvía" interurbano, propulsado por vapor y gasolina. Fue puesto en servicio por la Compagnie des Transports en 1921, con dos líneas que conectaban el centro de la ciudad de Rabat con los distritos de Rbatis de Agdal y Aviation. Su actividad cesó por completo a principios de la década de 1930.

### El nuevo tranvía
La construcción de la red comenzó en febrero de 2007 y se inauguró el 23 de mayo de 2011. En enero de 2017, se anunció una extensión de siete kilómetros a la red.

## Red
La red de 19,5 km de largo con 31 paradas tiene dos líneas (1 y 2) con tramo combinado e intervalo de frecuencia de 8 min en horas pico y tiene un número de pasajeros calculado de 172.000 pasajeros por día. Es operado por Transdev con los tranvías articulados Alstom Citadis que constan de dos partes de 5 piezas. Lines utiliza el nuevo puente Hassan II  sobre el Bou Regreg y pasa cerca de la estación Rabat-Ville a través de una abertura especialmente dispuesta en la muralla de la ciudad medieval. La expansión de las líneas existentes y dos líneas más (3 y 4) están en construcción. La red es operada bajo contrato por Transdev .

### Líneas
- Línea 1: Se extiende desde Hay Karima (Salé) hasta el distrito de Agdal (Rabat), con un recorrido en el centro de la ciudad por la avenida Al Alaouiyine. Conecta así los principales polos de la ciudad : avenida Mohammed V en Salé, el distrito de Ministerios, las estaciones ONCF (estaciones Rabat-Ville y Salé-Ville), las facultades y bibliotecas entre Bab Rouah e Ibn Zohr, el distrito Agdal y finalmente las áreas universitarias de Bab Al Irfane y hospitalario de Souissi .

- La línea 2 sirve a los densos distritos de Ocean, Yacoub Al Mansour y, en Salé, Bettana.

Un tronco común de 3 km  comprende cinco estaciones, entre las estaciones Bab Mrissa y Place Joulane, permite en particular el cruce de Bouregreg en el puente Hassan II. La puesta en servicio de las dos primeras líneas resultó en un cambio modal significativo. En definitiva, se espera que el 80% de los viajeros sean antiguos usuarios de autobuses, taxis o peatones, con una proporción significativa de automovilistas. Tres aparcamientos fueron construidos cerca de las terminales.
Las dos líneas permiten dar servicio, en un radio de 500 m:
- 420 000 trabajos
- 54 escuelas, 37 colegios y liceos
- 11 establecimientos de enseñanza superior
- El parlamento y varios ministerios

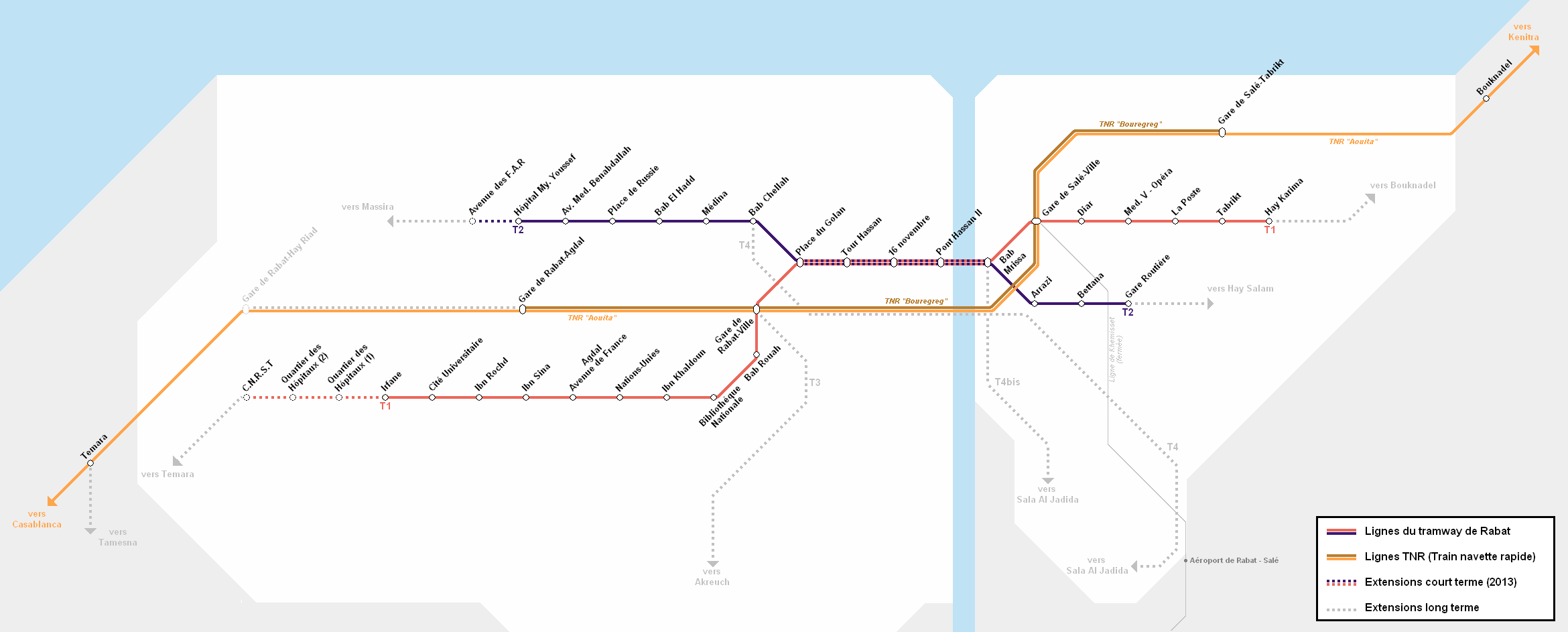
Esquema de las líneas de tranvía y ONCF en Rabat-Salé

### Estaciones
Las estaciones, de 60 m de largo, están espaciadas en promedio unos 500 m entre sí y son accesibles para personas discapacitadas y cochecitos de bebé.
Su diseño incluye un refugio de metal en cada muelle, inspirado en la forma de las ramas de un árbol, y que incluye una separación del tráfico de la calle inspirada en la tradicional mashrabiya de la artesanía marroquí.

### Asistencia
Cuando se puso en marcha el tranvía, los objetivos de asistencia eran oficialmente de 180.000 pasajeros por día.
En julio de 2012 , el tranvía llega a 80 000 pasajeros al día.
En enero de 2015 el tranvía llega a 120.000 pasajeros al día.
28 millones de pasajeros fueron transportados en tranvía en 2012.
32 millones de pasajeros fueron transportados en tranvía en 2015.

## Material rodante
Para iniciar las operaciones se adquirieron 44 tranvías Alstom Citadis. En 2019 se entregaron 22 más.